# Maison d'arrêt d'Ajaccio
La maison d'arrêt d'Ajaccio est une maison d'arrêt française située dans la commune d'Ajaccio, dans le département de la Corse-du-Sud et dans la collectivité territoriale unique de Corse.
L'établissement dépend du ressort de la direction interrégionale des services pénitentiaires de Marseille. Au niveau judiciaire, l'établissement relève du tribunal judiciaire d'Ajaccio et de la cour d'appel de Bastia.
L'établissement est surnommé « la maison de poupée » par le personnel.

## Histoire

### XIXesiècleetXXesiècle
La maison d'arrêt est construite en 1870 et mise en service en 1878.

### XXIesiècle
Un projet de fermeture et de remplacement par un nouveau centre pénitentiaire de 290 places implanté sur la commune de Sarrola-Carcopino est initié en 2007 et dont l'ouverture est prévue pour 2012. Mais le projet est finalement abandonné.
Un nouveaux projet de fermeture et de remplacement par un nouvel établissement de 100 places est annoncée en 2017 par le ministre de la justice Jean-Jacques Urvoas. Le projet est annoncé comme devant toujours être situé dans la commune d'Ajaccio, dans la zone du Vazzio. Cependant, en 2018, l'administration pénitentiaire ne valide finalement pas le choix de ce site.
En 2019, les autorités annoncent que l'établissement bénéficiera d'un budget de trois millions d'Euros destinés à moderniser la structure, améliorer les conditions de vie des détenus et les conditions de travail des surveillants.
En 2021, un projet d'extension de la maison d'arrêt, grâce à la récupération de la caserne Bacciochi (qui héberge le groupement de gendarmerie voisin, initialement jusqu'en 2022), est initié par les agents de l'établissement, avec le soutien de personnalités locales, et transmis au ministre de la justice.

## Description
Situé 9 Boulevard Masseria à Ajaccio et surnommé « la maison de poupée » par le personnel, la maison d'arrêt est le seul établissement pénitentiaire du département et l'un des trois établissements de la collectivité territoriale unique de Corse. Elle dépend du ressort de la direction interrégionale des services pénitentiaires de Marseille et, au niveau judiciaire, relève du tribunal judiciaire d'Ajaccio et de la cour d'appel de Bastia.
L’établissement, le tribunal judiciaire d'Ajaccio et à la caserne Bacciochi, qui abrite le groupement de gendarmerie de la Corse-du-Sud, constituent un seul bloc d’immeubles. Un déménagement du groupement de gendarmerie est cependant prévu initialement pour l'année 2022.
L'emprise de établissement est de 1 700 m2 et sa surface hors œuvre brute est de 457 m2.
L'établissement a une capacité d'accueil de 53 places exclusivement pour des détenus majeurs hommes prévenus ou condamnés à des peines de moins d'un an. Les bâtiments de détention sont répartis entre un quartier « Maison d'arrêt Hommes » de 53 places et d'un quartier « Semi-liberté Hommes » de 3 places.
Au 1er février 2022, l'établissement accueillait 58 détenus, soit un taux d'occupation de 109.4%.
L'établissement est également signalé pour sa surpopulation et le niveau important d'absentéisme du personnel,,. L'établissement connait également un taux de scolarisation des détenus supérieur à la moyenne nationale.

## Événements notables
Le 7 juin 1984, un commando de l'ex-FLNC composé de trois personnes pénètre dans l'établissement et exécutent dans leur cellule Jean-Marc Leccia et Salvadore Contini, que le commando soupçonne du meurtre du militant nationaliste Guy Orsoni.
Le 25 août 2003, une évasion, qualifiée d'« à l'ancienne » par certains médias, a lieu, Adrien Van Imbeck et de Jérôme Luccioni, tous deux accusés de braquages, accompagnés de Jean-Paul Creuzat, soupçonné d'assassinat et déjà condamné pour le meurtre d'un policier, et de Frédéric Mattei, incarcéré pour homicide involontaire s'évadent à l'aide d'une scie et de draps.